# Cherry Branch
 (mai 2025).
Cherry Branch est une census-designated place située dans le comté de Craven, dans l’État de Caroline du Nord, aux États-Unis. Lors du recensement de 2020, elle comptait 1 211 habitants.